# Pyrenula hibernica
Pyrenula hibernica är en lavart som först beskrevs av William Nylander och som fick sitt nu gällande namn av Aptroot och Etayo. 
Pyrenula hibernica ingår i släktet Pyrenula och familjen Pyrenulaceae. Inga underarter finns listade i Catalogue of Life.